# Prociphilus dilonicerae
Prociphilus dilonicerae är en insektsart. Prociphilus dilonicerae ingår i släktet Prociphilus och familjen långrörsbladlöss. Inga underarter finns listade i Catalogue of Life.